# Gombau de Camporrells
Gombau de Camporrells. ? - 22 de abril de 1205, Lérida. Fue obispo de Lérida del año 1191 al 1205.
Elegido obispo de Lérida para suceder a Guillem Berenguer que había sido nombrado arzobispo de Narbona.
Durante su mandato obispal tuvo litigios con los caballeros de la orden del Temple sobre los diezmos que debían pagar de los molinos de las tierras de Lérida, así como también con el obispo de Huesca por cuestiones de límites diocesanos.
Dio gran impulso a la nueva construcción de agrandamiento de la catedral de Lérida y junto con el rey Pedro el Católico y el conde Ermengol VIII de Urgel colocaron la primera piedra el día 22 de julio de 1203.
Posteriormente fue rememorado en distintas canciones de Els Apocalíptics, com Gombau in Black o Posem que parlo d'en Gombau.
| Predecesor: Guillem Berenguer | Obispo de Lérida 1191 – 1205 | Sucesor: Berenguer de Eril |